# Статутне (хартійне) місто (США)
У Сполучених Штатах Америки, статутним (хартійним) вважається місто, засади керування яким визначає власний статут міста, а не законодавство штату, провінції, регіону чи загальнофедерального рівня. У тих штатах, чиє законодавство дозволяє містам мати власні статути, місто може ухвалити чи змінити свій установчий статут (хартію) за власним рішенням або згідно з прописаними в уже існуючому статуті процедурами. Такі міста можуть бути під керуванням самих мешканців або ж через управлінські струтури третьої сторони, оскільки статут дає містові гнучкість обирати нові й передові типи самоврядних структур. За структурою адміністрування, статутні міста подібні до особливих адміністративних районів.

## Приклади

### Каліфорнія
До прикладу, у Каліфорнії міста, котрі не прийняли власного статуту, врядовуються згідно з відповідним законодавством штату. Таке місто називають Містом загального законодавства, котрим керує міська рада з 5-ти членів. Якщо ж місто має статус «хартійного», то воно може обрати довільну систему самоврядування, адже існують різні форми — до прикладу, система т. зв. «сильного мера» чи система «міського менеджера». Станом на 22 лютого 2013 р., 121 з 478 міст у Каліфорнії мали статус хартійного міста. Наприклад, такими є Окленд, Ньюпорт-Біч, Пало Альто, Гантінґтон-Біч, Аламеда, Сан-Франциско, Ірвайн, Лос-Анджелес, Сан-Хосе та столиця штату — Сакраменто. Однак, хартійні міста, що підпорядковуються законодавству адміністративних одиниць, на території котрих вони знаходяться (провінцій чи країн) мають обмежену гнучкість щодо запровадження нових самоврядних структур.

### Китай
Поза Сполученими Штатами також існують міста, що функціюють у схожий спосіб. Живими прикладами таких міст є Гонконг та Макао — особливі адміністративні райони Китаю, подібні до хартійних міст, хоча їхні Конституції (себто, основні закони) походять з-за кордону і їх прямо не називають «хартійними містами» — ані у суто правничому, ані в загальному вжитку. У рамках політики «одна країна — дві системи», вони можуть зберігати капіталістичні засади своїх економік у тому вигляді, як вони існували ще за часів британської та португальської адміністрацій. У Китаї також є кілька особливих економічних зон, але вони не мають такої автономії, як особливі адміністративні райони. 

## Самоврядування та адміністративна структура
Широта діапазону можливих форм врядування, що їх прийнято вважати «хартійним містом», почасти призводить до розмитості та неоднозначності цього визначення. Однак, у більшості випадків, хартійним вважається місто, засноване на підставі власного статуту ще до того, як розпочнеться його широкомасштабна розбудова й розвиток. Попри той факт, що місто може прийняти новий «статут» задовго по тому як було вперше укладено зведення його правил, як це трапилося у випадку багатьох каліфорнійських міст, зазвичай визначенню суто хартійного міста строго відповідають лише ті муніципалітети, чиї статути визначають їх розбудову й розвиток чи впливає на творення соціальних структур від самого початку їх існування. Для хартійного міста можуть існувати декотрі винятки з чинних законів країни чи провінції. Останнє також може суттєво вирізнятися від одного регіону до іншого.
Направляючий статут може допомогти містам уникати адміністративних неефективностей та запроваджувати правила з альтернативними соціальними заохочуваннями. Таким чином, перевагою хартійних міст є доступна їм свобода у формування правил та засад самоврядування. До прикладу, чимало хартійних міст мають альтернативні системи оподаткування. Оскільки хартійні міста часто засновуються з метою широкомасштабної міської розбудови, ефективність використання обмежених земельних ресурсів міста має неабияке значення — для економічного розвитку як його громадян, так і його районів. Тож, замість традиційного податку на нерухоме майно, хартійні міста у США можуть використовувати податок на вартість землі, яким обкладається лише земля під будівлями — у такому випадку не створюється знеохочуючих чинників для забудови. 

## Потенціал для розвитку

#### Проект Пола Ромера
Економіст Пол Ромер пропонує засновувати якнайбільше нових хартійних міст у країнах, що розвиваються. За його задумкою, відповідна країна має законодавчо виділити для такої мети певну територію під нове статутне місто. Керувати таким містом має представник третьої сторони — уряду розвиненої країни-гаранту, тоді як громадяни приймаючої країни (та, не виключено, інших країн) вільні переїжджати до міста чи виїжджати з нього на власний розсуд. Основна ідея таких хартійних міст полягає в тому, щоб давати громадянам країни, що розвивається, вибір — жити за усталеними для тієї країни порядками, чи в місті з відмінною системою, де б забезпечувалися основні правила та передумови для економічного розвитку. В ідеалі, через заснування такого міста — з правилами та самоврядуванням на кшталт високорозвинених країн, — посеред недорозвиненого регіону, можна створювати реальну альтернативу для бажаючих бажаючих емігрувати до більш розвинених країн.
Згідно із запропонованою Ромером концепцією, три основних чинника матимуть визначальний вплив при заснуванні такого міста. По-перше, приймаюча країна, що розвивається. Вона надає земельну ділянку, запроваджує для неї режим особливої реформованої зони, для котрої має бути затверджено відмінний від діючого на решті території набір правил. По-друге, розвинена країна-гарант керує регіоном — можливо, через наглядову раду та призначуваного голову — на кшталт того, як влаштовано керівництво Федеральною резервною системою в Сполучених Штатах. По-третє, країною, що постачатиме населення для громадян цього міста. Це може бути як, головним чином, приймаюча країна, так і низка країн.
На практиці, ідея Ромера знайшла відгук у деяких країнах. Так, після його зустрічі з Президентом Марком Раваломанана, на Мадагаскарі почали розглядати ідею заснування двох хартійних міст, однак подібні плани було скасовано щойно було усунено від влади політичне керівництво, що їх підтримувало. Пізніше, уряд Гондурасу також розглянув ідею заснування хартійного міста, хоча й без нагляду з боку уряду третьої сторони. 2011 року в Гондурасі навіть прийняли необхідне законодавство. Ромер обіймав при ньому посаду голови т. зв. «комітету з прозорості», з котрої він подав у відставку в вересні 2012 р. після того, як урядова аґенція Гондурасу, відповідальна за реалізацію проекту, підписала угоди з міжнародними девелоперськими компаніям без відома та ухвалення Комітету. А вже у жовтні 2012 й Верховний суд Гондурасу виніс рішення про неконституційність хартійних міст пославшись на неприпустимість того, що на їхню територію не поширюватиметься дія чинного гондураського законодавства.

#### Лазіка (Грузія)
У Грузії, за часів президентства Саакашвілі було задумано подібний проект — невеличке периферійне, глибоко депресивне приморське містечко Лазіка. Розташоване на кордоні з окупованою Росією Абхазією, воно ще за часів СРСР страждало від недоінвестування (як і вся Західна Грузія). За задумом, будь-який підприємець чи мешканець міста мав би змогу обирати юрисдикцію для підсудності та розв'язання суперечок. Органи місцевого самоврядування мали самостійно обирати тип інституційного ландшафту — управлінський чи демократичний. Окрім типового для особливої економічної зони сприятливого податкового режиму, місцевість повинна була отримати автономну систему права — розглядалося запозичення британського права, — при цьому лишаючись частиною суверенної Грузії в решті аспектів. Єдиною відповідальністю уряду приймаючої країни (Грузії) у цьому проекті було з'єднання міста з рештою країни високоякісними комунікаціями та створення необхідних держагенцій. Проект було відтерміновано після парламентських виборів 2012 року, оскільки новосформований уряд скептично поставився до подібної ідеї.

## Критика
Спроба встановлення прозорих та працюючих інститутів на території Гондурасу і Мадагаскару не вийшла.
Президент Гондурасу Лобо прийшов до влади в результаті державного перевороту, просуваючи про-ділову риторику в обіцянці забезпечити зростання і можливості для гондураського народу. Його, природно, привернула концепція хартійного міста як інноваційний спосіб виконати цю обіцянку. Але через кілька років після початку проекту Ромеру довелося піти зі своєї посади голови «Комітету з прозорості», коли уряд Гондурасу почав діяти в таємниці. Сумнівна інвестиційна група тепер смикала за ниточки за спиною комітету. Стало ясно, що бачення Ромера про місто, кероване здоровими, прозорими правилами, не з'явиться в Гондурасі найближчим часом. Як він сам сказав, проект в кінцевому підсумку потрапив у «звичайні корпоративні, автократичні інтереси, які [були] зацікавлені в його використанні».
На Мадагаскарі неоколоніалістські побоювання в кінцевому рахунку перешкодили просуванню другого проекту Ромера «хартійне місто». Тодішній президент Мадагаскару Раваломанана прагнув вивчити інноваційні рішення для стимулювання зростання за рахунок залучення іноземних інвестицій. Хартійні міста ідеально підходили на папері, але на практиці приводили до запеклого опору. Раваломанана був названий зрадником, в районах, де планувалося побудувати міста, спалахнули жорстокі заворушення, і проект фактично завершився.
Ромер також припускав, що багаті країни можуть розглядати чартерні міста як вирішення проблеми обтяжливих імміграційних потоків. Можливо, рішенням проблеми імміграційного потоку в США з Мексики є створення хартійного міста в межах кордонів Мексики. З вливанням американських інвестицій і впровадженням здорових правил місто буде готове до зростання. Ця гавань зростання і можливостей, безумовно, буде популярна — хто б не хотів знайти краще життя без необхідності перетинати кордони і адаптуватися до нової культури? Але замість того, щоб позбутися від імміграційної проблеми, він може просто експортувати її в межі хартійного міста. І в цьому прикладі, що будуть робити США, коли імміграційний тиск неминуче зросте в цьому гіпотетичному мексиканському хартійному місті? Хто несе відповідальність за охорону небезпечних і убогих нетрів, якщо вони з'являться навколо його кордонів? Мало того, що зараз це проблема, для вирішення якої у приймаючої країни може не бути ресурсів, це все ще проблема для гаранта, якому доведеться вирішувати її за багато миль.
Через провал проектів хартійних міст до цих пір Ромер тепер говорить, що новий шлях вперед для розвинених країн полягає в тому, щоб фактично купувати землю в країнах, що розвиваються, а не просто експортувати свої правила та інвестиції. Іншими словами, він подвоює більш екстремальну версію ідеї, яка вже зазнала невдачі. Версія, яка, принаймні, буде ще більш непривабливою для країн, що розвиваються. Все це піднімає питання: чи варто все ще розвивати цю ідею? Мілтон Фрідман сказав: «Одна з найбільших помилок полягає в тому, щоб судити про політику та програми за їхніми намірами, а не за їх результатами». Це особливо вірно, коли в першу чергу виникає так багато внутрішніх проблем з ідеєю. Немає ніяких сумнівів в тому, що прихильники хартії міста керуються благими намірами. Але для країн, які шукають спосіб поліпшити життя своїх збіднілих громадян, благих намірів недостатньо. Прийшов час вислухати результати і раз і назавжди відмовитися від цієї ідеї.

## Вільні приватні міста
У своїй книзі «Вільні приватні міста» (англ. Free Private Cities) 2018 року Тит Гебель змінив концепцію Хартійного міста Пола Ромера, яка досі не знайшла реалізації. У вільному приватному місті приватна компанія пропонує мешканцям захист життя, свободи та власності на демаркаційній території як «надавачі державних послуг».

## Додаткове читання
- Kemp, Roger L., «Model Government Charters: A City, County, Regional, State, and Federal Handbook» McFarland and Co., Inc., Publisher, Jefferson, NC, and London, ENG. (2007). (ISBN 978-0-7864-3154-0).
- Lang Diane. Dillon's Rule...and the Birth of Home Rule (PDF). — New Mexico Municipal League, 1991. — 1 грудня. Архівовано з джерела 30 травня 2008. Процитовано 2008-12-26.